# Astragalus pavlovianus
Astragalus pavlovianus är en ärtväxtart som beskrevs av Gamajun. Astragalus pavlovianus ingår i släktet vedlar, och familjen ärtväxter.

## Underarter
Arten delas in i följande underarter:
- A. p. longirostris
- A. p. pavlovianus